# Mario Díaz-Balart
Mario Rafael Díaz-Balart Caballero (Fort Lauderdale, 25 settembre 1961) è un politico statunitense, membro della Camera dei Rappresentanti per lo stato della Florida dal 2003.

## Biografia
Nacque a Fort Lauderdale dal politico cubano Rafael Díaz-Balart, fratello di Mirta Díaz-Balart, ex moglie di Fidel Castro. Mario ha tre fratelli: l'ex deputato Lincoln, il giornalista José e il banchiere Rafael.
Dopo gli studi alla University of South Florida, anche Mario si dedicò alla politica e dopo un iniziale avvicinamento al Partito Democratico aderì al Partito Repubblicano. Tra la fine degli anni ottanta e l'inizio degli anni duemila servì nella legislatura statale della Florida, poi nel 2003 approdò alla Camera dei Rappresentanti.
Dopo avervi servito per quattro mandati, Mario cambiò distretto congressuale, candidandosi in quello che fino ad allora era stato rappresentato da suo fratello, appena ritiratosi. Díaz-Balart riuscì a farsi appoggiare dagli elettori e venne eletto nuovamente. Nel 2012 il suo distretto tornò ad essere numerato come il venticinquesimo.
Mario Díaz-Balart ha un'ideologia più conservatrice rispetto a Ileana Ros-Lehtinen: l'altra politica di origine cubana che rappresenta l'area di Miami, sia in materia economica che in materia sociale.